# Albrecht Altdorfer

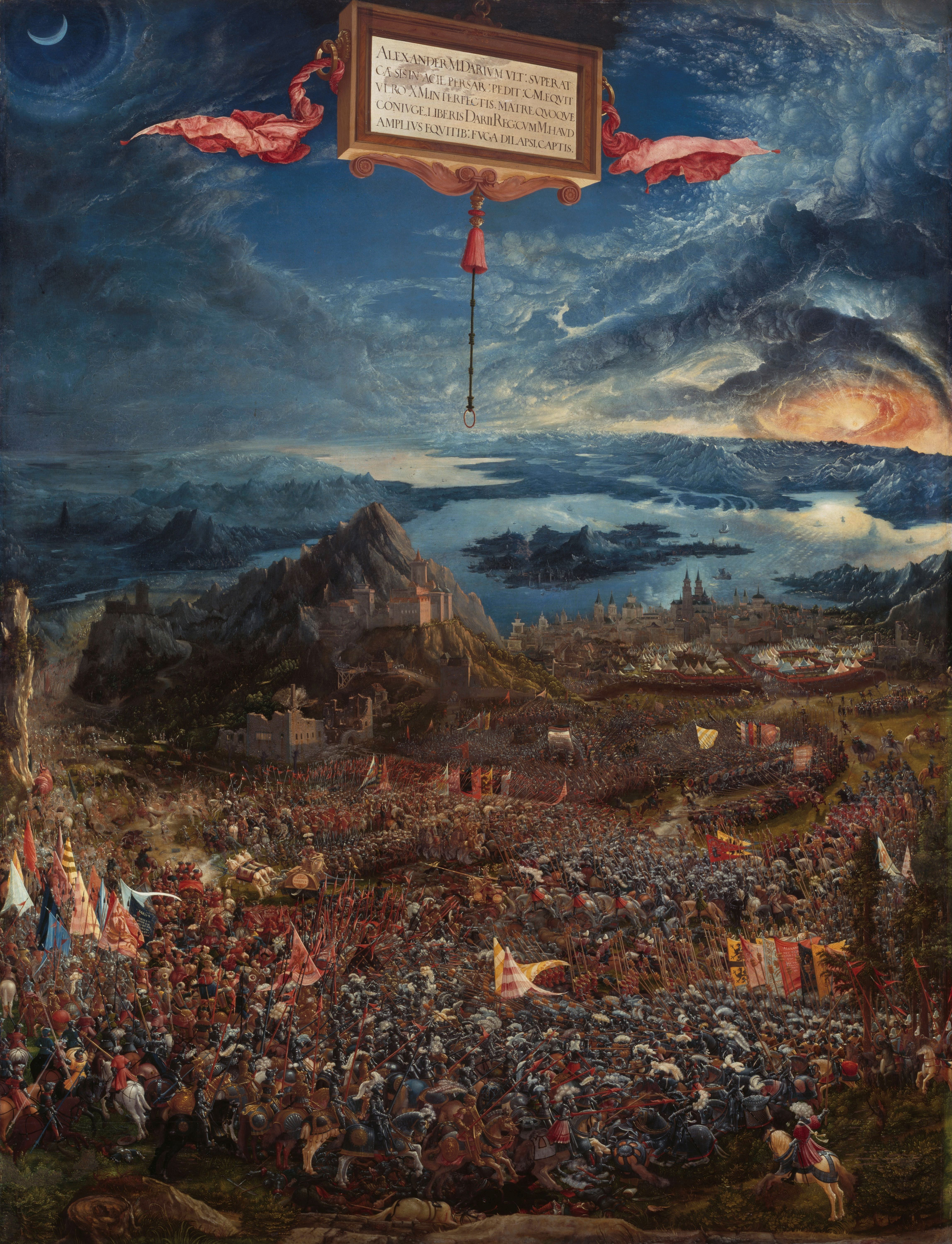
La batalla de Alejandro en Issos, 1529, pintura al temple y al óleo sobre madera, 158,4 x 120,3 cm, Alte Pinakothek, Múnich.

Albrecht Altdorfer (c. 1480 cerca de Ratisbona - 12 de febrero de 1538) fue un pintor y grabador alemán del Renacimiento, influenciado por Alberto Durero y Lucas Cranach el Viejo. Se le considera el mayor representante de la Escuela del Danubio.

## Biografía
Hijo del grabador Ulrich Altdorfer, nació probablemente en Ratisbona, donde consiguió en 1505 el derecho de ciudadanía Bürgerrecht. Pasó a ser miembro del consejo y maestro de obras de la ciudad. Trabajó fundamentalmente en el refuerzo de las defensas de la ciudad en previsión de ataques turcos, aunque también se ocupó de tareas más cotidianas, como la construcción de almacenes para el vino y del matadero de la ciudad (1527). En 1528 rechazó el cargo de burgomaestre, que sus conciudadanos le ofrecieron.
Casado desde 1513, enviudó en 1532. En 1533 formó parte del Consejo Municipal que abrazó el luteranismo como fe oficial de la ciudad de Ratisbona. Murió en 1538, como ciudadano rico y respetado, siendo enterrado en la iglesia de los Agustinos de su ciudad natal.

## Obras
Altdorfer fue uno de los primeros pintores europeos que situó el paisaje como tema autónomo en el centro de su trabajo. Mezclando planos, las figuras humanas y el decorado, Altdorfer da una perspectiva cósmica a sus pinturas. La batalla de Alejandro en Issos (1529, Alte Pinakothek de Múnich) es considerada como una de sus obras maestras. El tema de la victoria de Alejandro Magno sobre Darío III sirve como excusa para ilustrar una visión del mundo radicalmente nueva. Los cuadros de Altdorfer de esa época, haciéndose eco de los contemporáneos descubrimientos de Nicolás Copérnico, presentan por vez primera un mundo convexo, en el que el centro del Universo ya no es la Tierra sino el Sol.
Debió de pintar varios retratos, aunque sólo se conoce uno seguro, en el Museo Thyssen-Bornemisza de Madrid (Retrato de una mujer joven).
Así mismo, diseñó xilografías, como una serie de 40 sobre la Pasión de Cristo (h. 1513), inspirada en la Pequeña Pasión de Durero.

## Galería

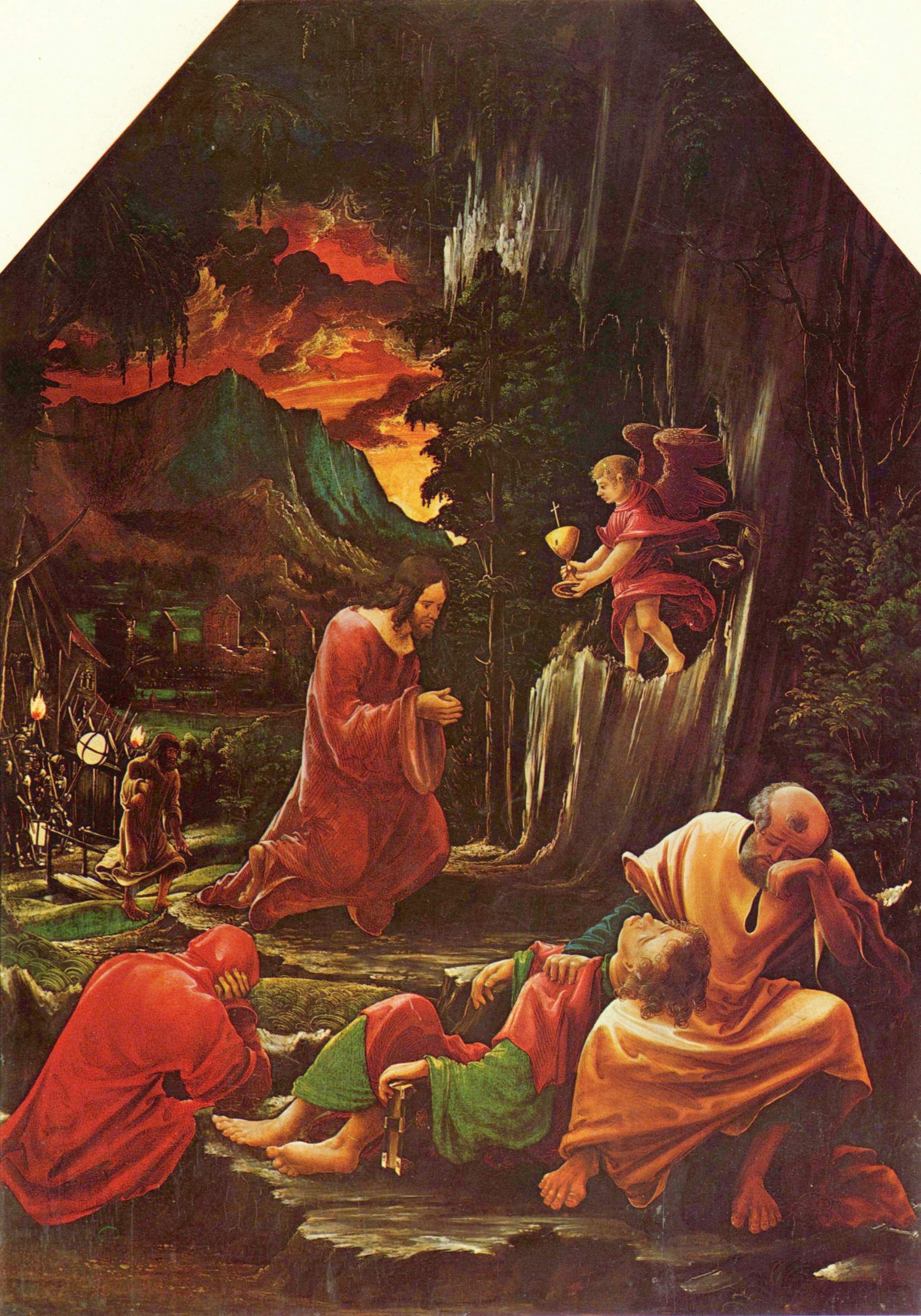
Cristo en el Monte de los Olivos (tabla del retablo de la Pasión),  hacia 1515, óleo sobre madera, 128,5 × 94 cm, monasterio de los Agustinos, Sankt Florian
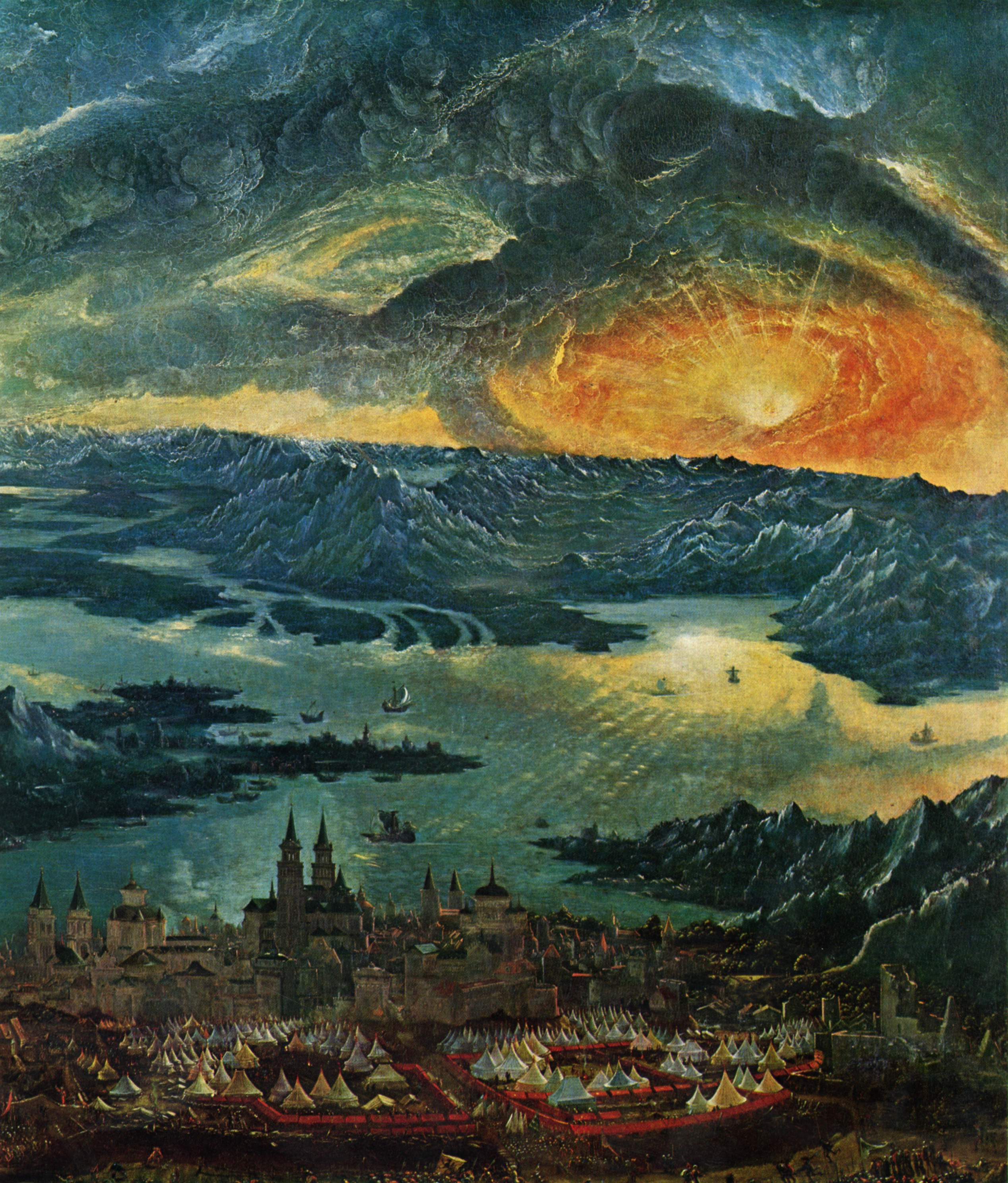
Detalle de La batalla de Alejandro en Issos 1529
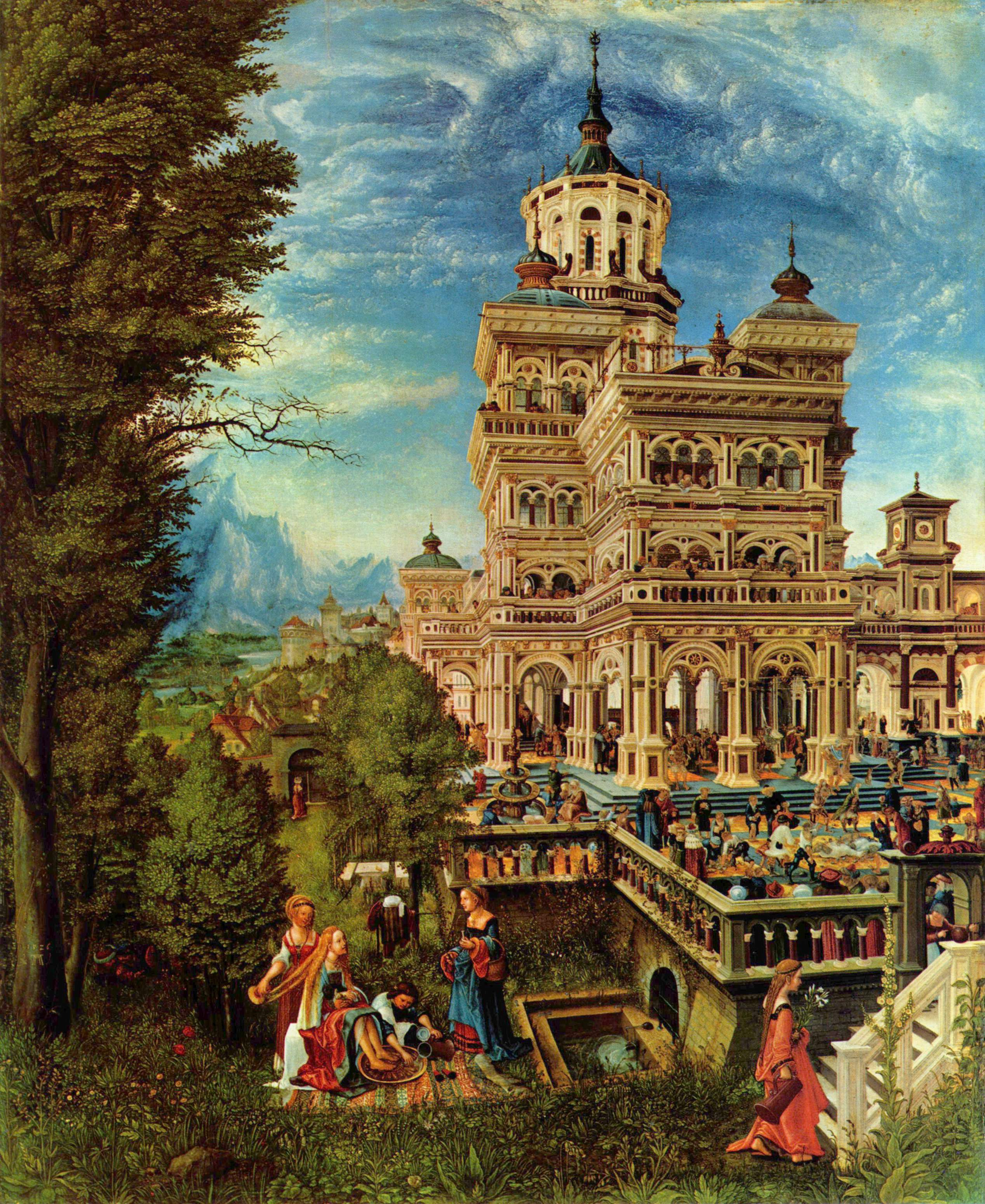
El baño de Susana y la lapidación de los viejos,  1526, óleo sobre madera, 74,8 x 61,2 cm, Alte Pinakothek, Múnich
Bosque con san Jorge matando al dragón (Alte Pinakothek de Múnich)
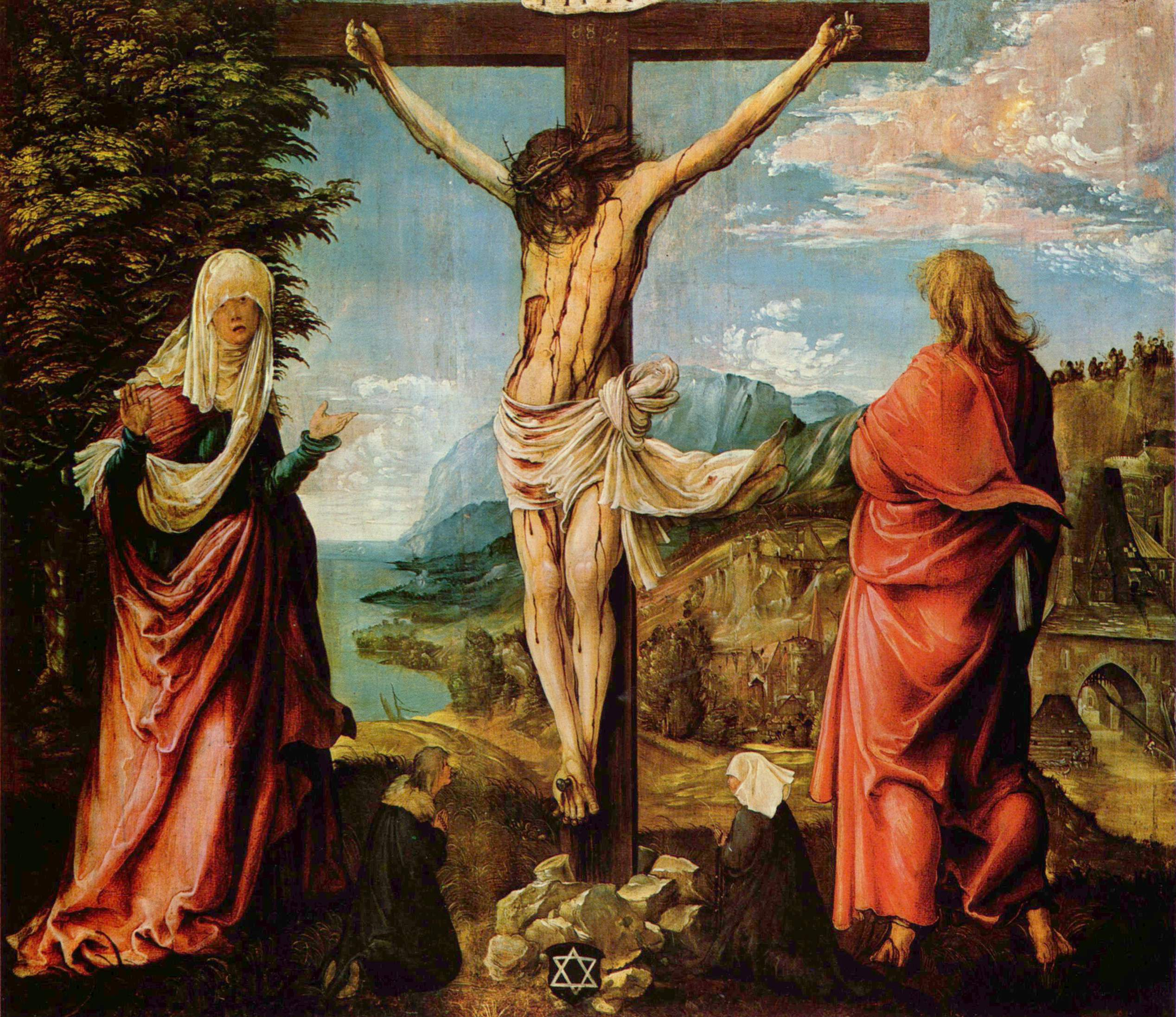
Crucifixión (Kassel)
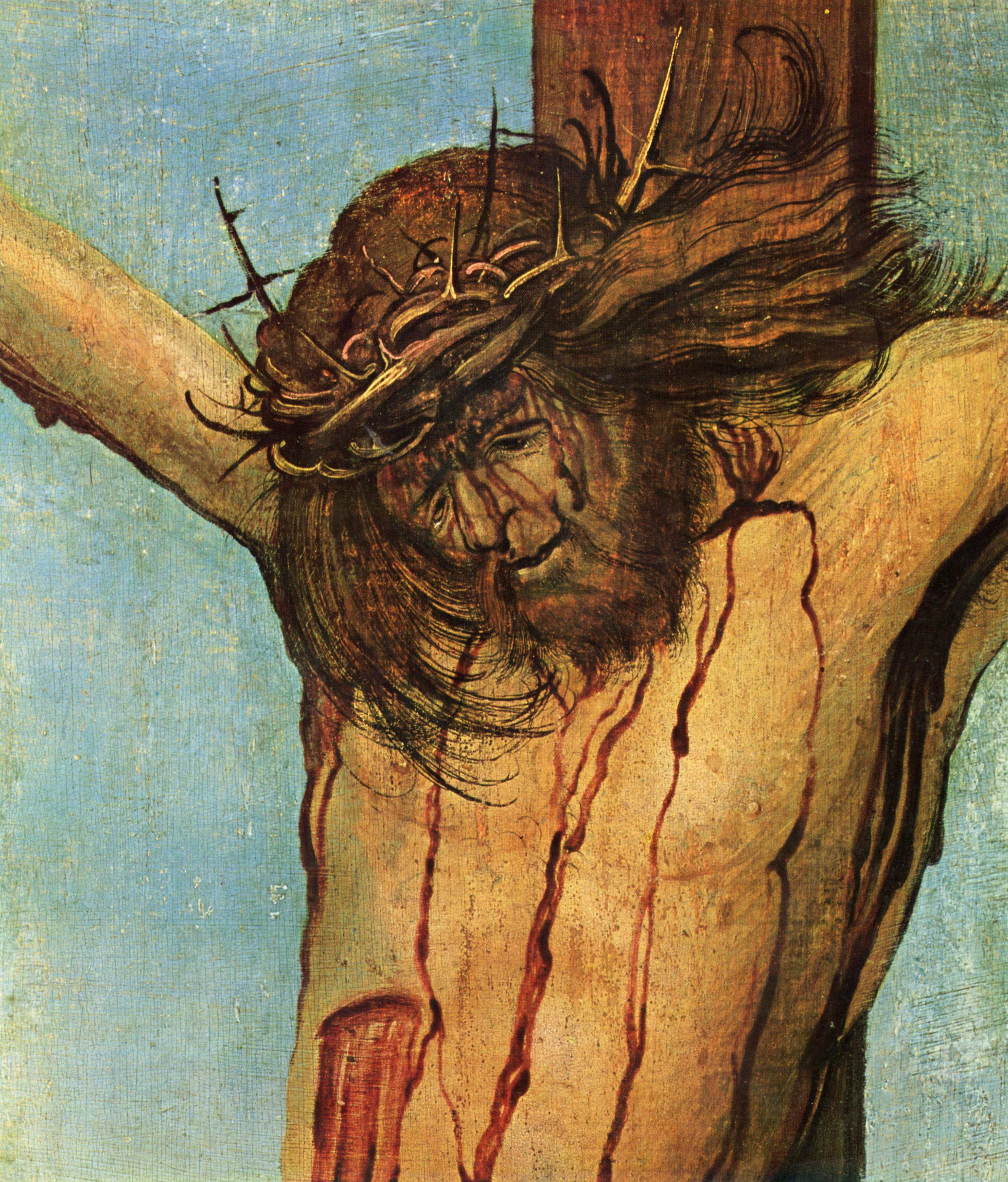
Crucifixión (Kassel), detalle
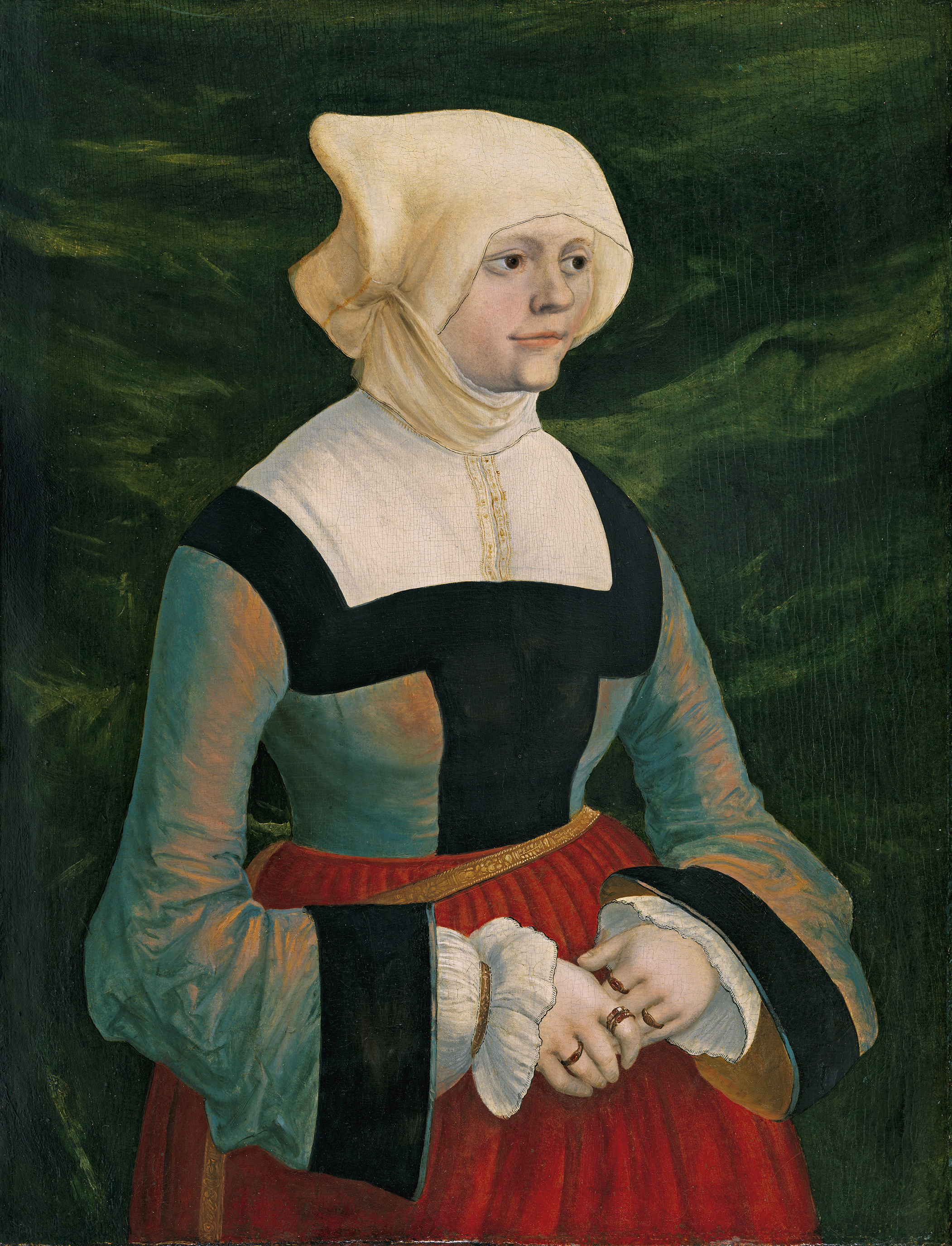
Retrato de una mujer joven, h. 1522, Museo Thyssen-Bornemisza, Madrid.